# Citharomangelia bicinctula
Citharomangelia bicinctula é uma espécie de gastrópode do gênero Citharomangelia, pertencente à família Mangeliidae.